# المدرسة الوطنية للفنون الجميلة (باريس)
المدرسة الوطنية العليا للفنون الجميلة بباريس (بالفرنسية: École nationale supérieure des Beaux-Arts) هي مدرسة فنون فرنسية تأسست عام 1817. هي أيضا متحف.

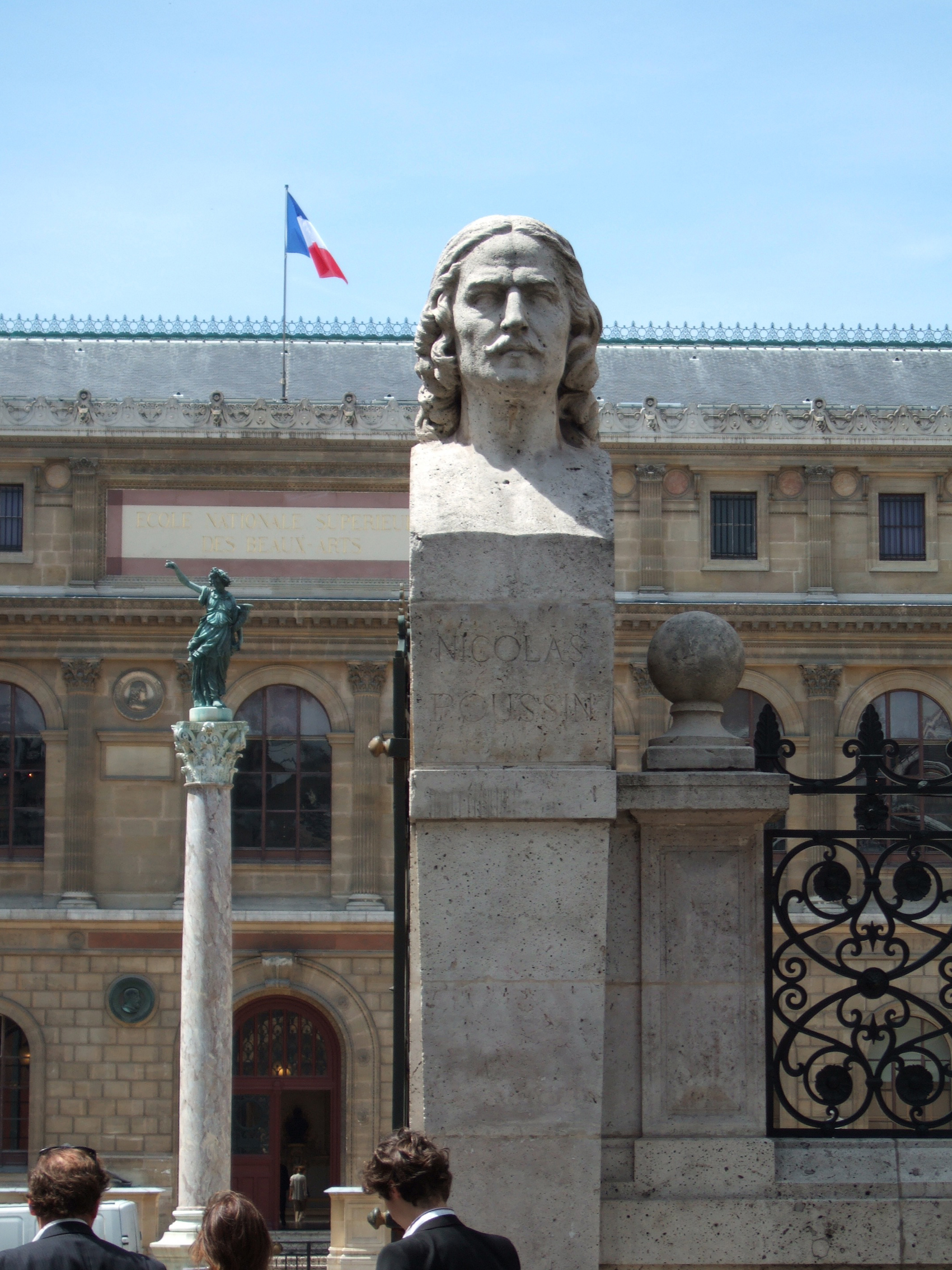
The entrance of the Beaux-Arts de Paris with a bust of Nicolas Poussin

Plan of the site

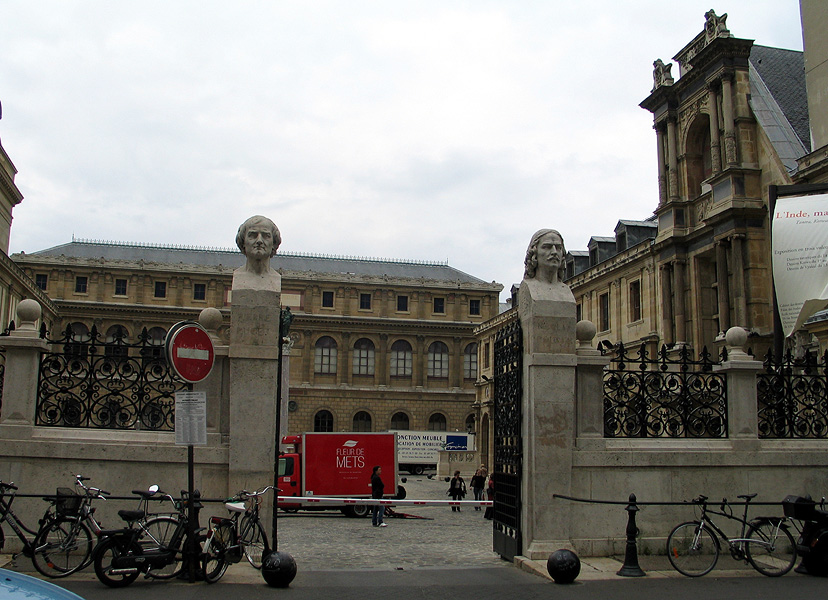
Entrance at 14 Rue Bonaparte

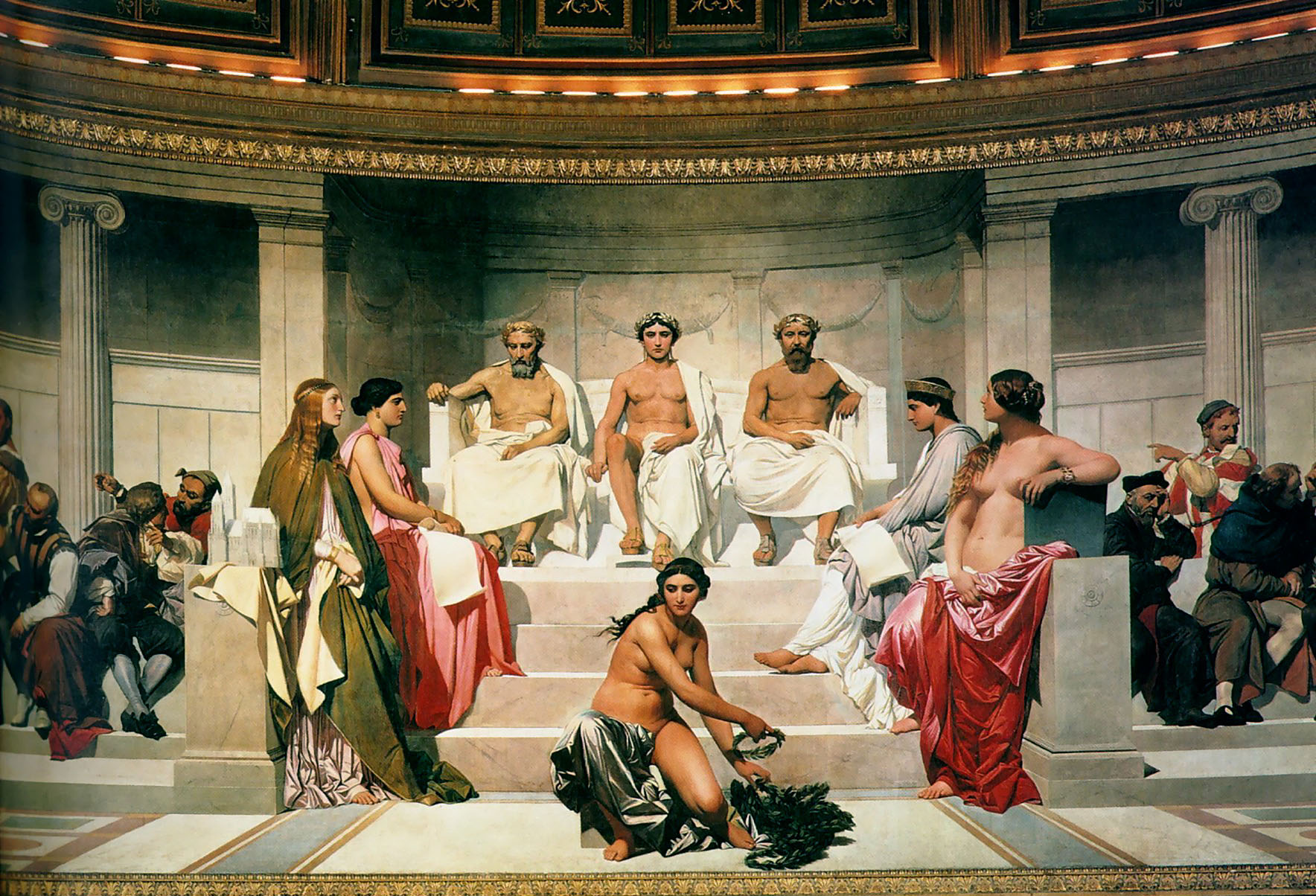
The Hémicycle mural by Paul Delaroche

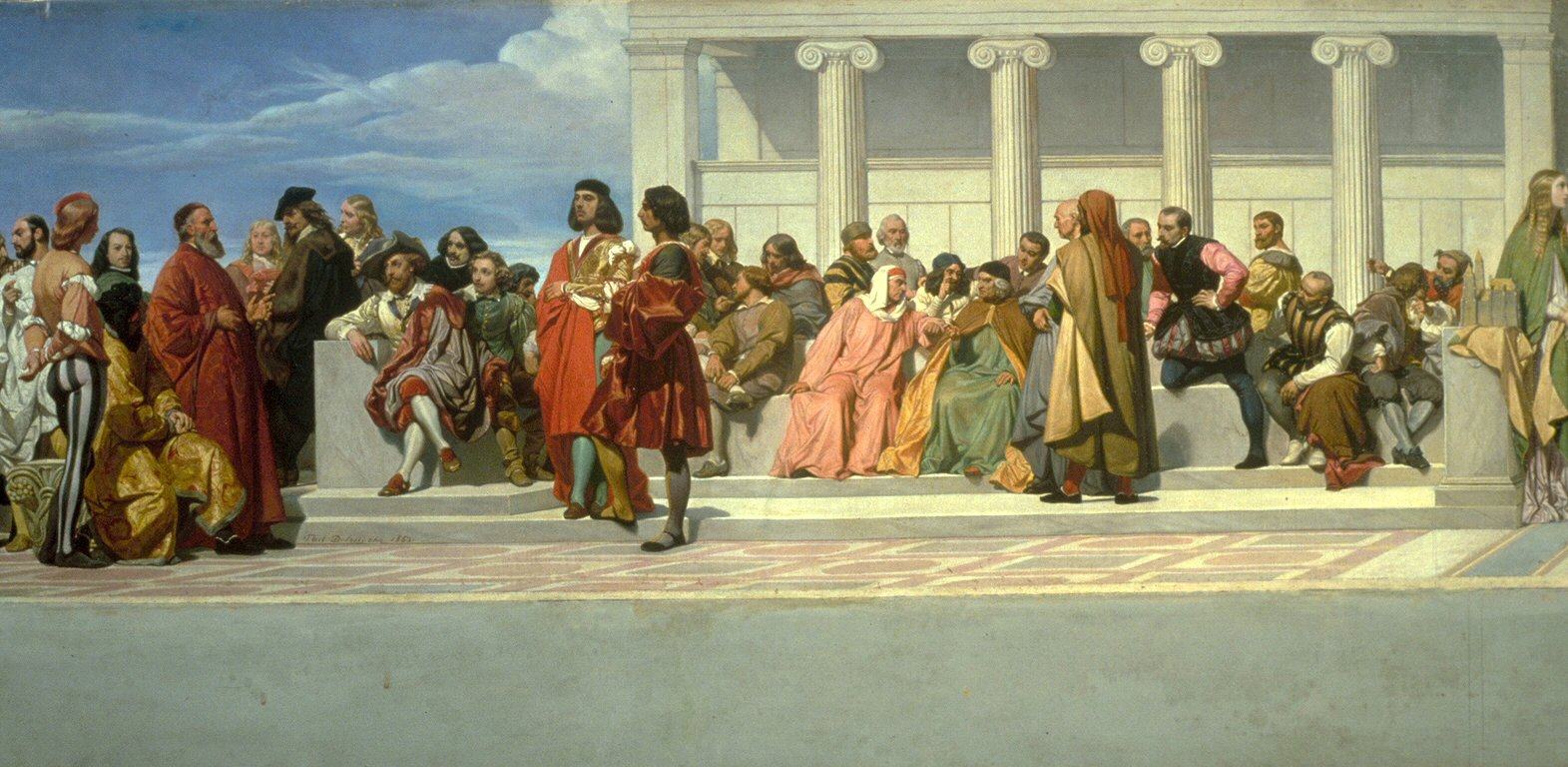
In this replica painting by Charles Béranger, the auditorium of École des beaux-arts is depicted. متحف والترز، بالتيمور

تأسست في 20 أبريل 1797 في فرنسا[بحاجة لمصدر]. هي عضوة في Conférence des Grandes Écoles ‏، وجامعة باريس للعلوم والآداب.

## التاريخ
المدرسة الوطنية للفنون الجميلة بباريس هي وريثة مدارس الأكاديمية الملكية للرسم والنحت وأكاديمية سان لوك. تأسست الأولى في عام 1648 والثانية في عام 1649.

## وصلات خارجية
- الموقع الرسمي (بالفرنسية)

لا توجد روابط لمواقع التواصل الاجتماعي.